# 中国羽毛球协会
中国羽毛球协会是中华人民共和国羽毛球運動的最高管理機構，也是代表中国出席的国际羽毛球比賽及世界羽联的唯一合法组织；同時亦為中华全国体育总会的会员，是中国奥林匹克委员会承认的全国性运动协会。协会目前由国家体育总局和民政部监督管理，成員包括全国各省、自治区、直辖市、各行业体协、解放军所属的羽毛球组织及其他合法羽毛球社会团体。
中国羽毛球协会、中国乒乓球协会与国家体育总局乒乓球羽毛球运动管理中心为一个机构两块牌子。

## 現任委員
中国羽毛球协会在2019年1月28日进行了最新一屆的换届选举。
| - 名誉主席 王刚 - 名誉副主席 李富荣 - 顾问 王文教 | - 主席 张军 - 副主席 夏煊泽、刘锦、唐九红、王伟、陈兴东、赵剑华、孙俊 |

## 主辦賽事

### 國際賽事
- 中国羽毛球公开赛：創辦於1986年，目前是世界羽聯世界巡迴賽下的超級1000賽級別賽事。
- 中国羽毛球大师赛：创办于2005年，2007年成为世界羽联超级系列赛的一站。2014年的賽季起，該賽事將降級至黃金大獎賽，2018年起不再举办。
- 中國福州羽毛球公開賽：创办于2018年，目前是世界羽聯世界巡迴賽下的超級750賽級別賽事。
- 中国陵水羽毛球大师赛：创办于2014年，曾经为世界羽联国际挑战赛级别，2018年起属于世界羽聯世界巡迴賽下的超級100賽級別賽事。
- 世界羽联世界巡回赛总决赛：中国广州市是2018——2021年世界羽联世界巡回赛总决赛的举办城市。

### 國內賽事
- 中国全国羽毛球单项锦标赛：中国国内最高級別的羽毛球個人比賽，每年举办1次。
- 中国全国羽毛球团体锦标赛：中国国内最高級別的羽毛球团体比賽，每年举办1次。
- 中国全国羽毛球冠军赛：中国国内次高級別的羽毛球比賽。
- 中國羽毛球俱樂部超級聯賽：中国国内最高级别的羽毛球俱乐部联赛。
- 中國羽毛球俱樂部甲级聯賽：中国国内次高级别的羽毛球俱乐部联赛。

## 外部連結
- 中国羽毛球协会（页面存档备份，存于）（简体中文）
- 国家体育总局乒乓球羽毛球运动管理中心（简体中文）